# Sán xơ mít
Sán xơ mít (Danh pháp khoa học: Taenia) là một chi sán ký sinh. Chúng được gọi sán dây hay sán xơ mít vì hình dạng giống xơ của trái mít, cơ thể của chúng chia thành nhiều đốt nhỏ. Trong y học cổ truyền loài ký sinh này còn được gọi là bạch thốn trùng hay bách thốn trùng. 

## Đặc điểm
Các loài trong chi này là các loại ký sinh trùng rất dài, hình dẹp, không có bộ phận tiêu hóa. Do đó sán phải sống bằng cách lấy thực phẩm trực tiếp từ ruột non của người và súc vật mà chúng xâm nhập. Sán trưởng thành gồm có ba phần, phần đầu để bám chặt vào ruột; cổ không phân đoạn nhưng có thể tái sinh rất mau, phần còn lại là mình gồm nhiều đoạn nhỏ mà những đoạn ở đuôi chứa buồng trứng. Khi trị bệnh mà không loại được đầu và cổ thì sán sẽ tái sinh toàn bộ. 

## Các loài
Chi này có các loài sau đây:
- Taenia asiatica
- Taenia crassiceps
- Taenia gonyamai
- Taenia mustelae
- Taenia pisiformis
- Taenia rileyi
- Taenia saginata
- Taenia solium
- Taenia taeniaeformis
- Taenia serialis

## Ký sinh
Người nhiễm loài sán này chủ yếu do ăn đồ tái, sống từ đó ấu trùng sán thâm nhập và ký sinh trong đường ruột người bệnh. Người mắc sán xơ mít thường hay đau bụng, rối loạn tiêu hóa, cơ thể sút cân, gây thiếu máu, tắc đường ruột, suy nhược cơ thể. Nếu để lâu, sán ký sinh lên não có thể gây ra tổn thương cho cơ quan này.
Thịt bò tái, heo tái là nguồn chứa sán dải heo và sán dải bò (còn gọi là sán xơ mít), có đến hàng ngàn đốt, sống ký sinh ở ruột non. Đốt sán già bị rụng đi và thoát ra ngoài qua hậu môn nên nhiều người thường phát hiện thân sán trong đũng quần, trên giường, chăn. Trong cơ thể heo, bò, ấu trùng sán di chuyển khắp nơi, nhất là các cơ, mô dưới da và hệ thần kinh trung ương, hình thành những gạo sán, tức là bọc mà bên trong chứa nhiều ấu trùng sán.
Thịt heo, thịt bò chưa nấu chín sẽ đưa "gạo sán" vào ruột non và phóng thích sán non sau khoảng hai, ba tháng. Sán dải bò và sán dải heo khi phát triển trong cơ thể có thể gây các biểu hiện buồn nôn, đau vùng thượng vị, tiêu chảy từng đợt, sụt cân, khối u sán di chuyển dưới da. Riêng lợn gạo có thể gây những biểu hiện ở não như tăng áp lực nội sọ, động kinh, suy nhược, liệt chi, rối loạn tâm thần, nếu nằm trong hốc mắt, mí mắt, kết mạc mắt thì gây rối loạn thị giác, còn nằm ở dưới da sẽ tạo nên những nốt sần sờ thấy được, đôi khi gây ngứa.